# Chrysocolletes pilosus
Chrysocolletes pilosus är en biart som beskrevs av Maynard 1996. Chrysocolletes pilosus ingår i släktet Chrysocolletes och familjen korttungebin. Inga underarter finns listade i Catalogue of Life.

## Bildgalleri

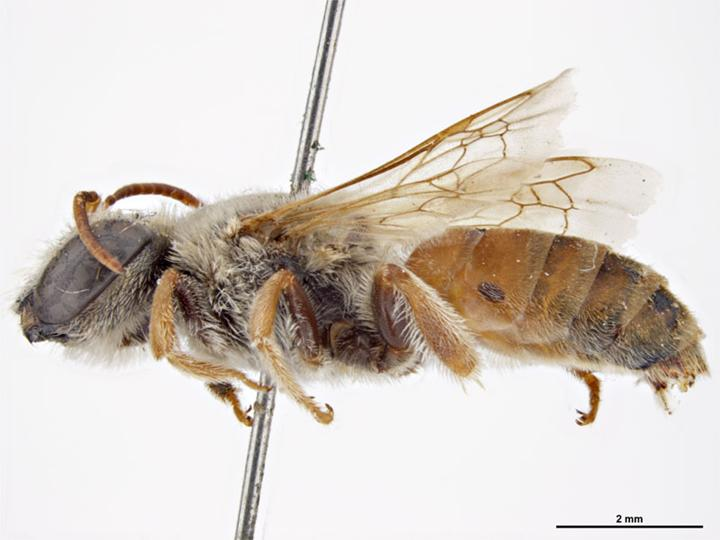